# Barbari Roma Nord
Los Barbari Roma Nord son uno de los equipos de fútbol americano en Roma. 
Actualmente juega en el campeonato A2 de la FIDAF. El equipo practica en el centro para deportes Ernesto Dezi en Roma.
Los BARBARI ganaron tres premios nacionales y siguen dominando el campeonato italiano de fútbol americano. 

## Historia

### Fundación
El A.S. Roma Nord Barbari A.F.T. nace en el 1999 por los esfuerzos de los fundadores Manuel Schollmeier y Daniele Napoli después de sus otras experiencias en el mundo deportivo Romano. Fundada al final del milenio pasado, el equipo de los BARBARI lleva en la capital Italiana una nueva mentalidad para practicar el fútbol. A través de su nivel extremo y riguroso de juego, los BARBARI promueven relaciones profundas entre los jugadores y entrenadores. Los BARBARI crean así su propio estilo particular sobre el cual el entrenador y jugador Manuel Schollmeier (después de varias experiencias como entrenador de joven jugadores) basa la impostación y filosofía de juego del equipo. Esta filosofía evidencia y enfatiza la pasión, sacrificio, honor, humildad, disciplina, seriedad y lealtad a los colores. 
De hecho, así es como el cofundador y Head Coach Manuel Schollmeier describe las razones que han llevado a la creación de los BARBARI: “El nacimiento del team fue querido por Daniele Napoli y yo mismo, y servía como llamada a todos los veteranos que en el pasado habían demostrado de concordar con nuestra mentalidad, y por lo tanto de profesar a las nuevas generaciones un fútbol hecho de contacto físico, batallas violentas, sufrimiento extremo, de intensidad, victorias y también de … derrotas”. 

### Desarrollo

#### 2000
- Los BARBARI entran en campo y juegan su primo campeonato en Winter League. Llevan a cabo de seguida su inimitable Power Fútbol que los caracterizará por siempre.

- En la primera temporada, con poquísimos veteranos y gran mayoría de principiantes, el equipo realiza un total de una victoria y seis derrotas. Los BARBARI ponen en evidencia su estilo de juego e intensidad agonística que volverá a ser su señal característica en los siguientes años.

#### 2001
- Después de dos años de trabajo llega la primera gran temporada victoriosa; en Winter League los blanquinegros juegan una Perfect Season con un total del seis victorias y ninguna derrota.

- Acceden a los Playoffs y llegan a las semifinales donde pierden contra los Titans Romagna.

#### 2002
- 13/10/2002 - Primer partido absoluto de los jóvenes BARBARI de la Junior League FIAF 2002, el campeonato nacional under 20. Llegan inmediatamente a los Playoffs.

- Los BARBARI presentan su equipo de Under 20 que se clasifica entre los ocho primeros equipos juveniles de la liga italiana.

#### 2003
- Los BARBARI se clasifican para las semifinales de la Nine League 2003.

- 25/10/2003 - Los BARBARI Junior se establecen como mejor equipo de fútbol entre todos los equipos juveniles de la capital.

- Los chicos de Roma Nord se clasifican para la final de la Junior League 2003.

- BARBARI pierden el YoungBowl 2003 por un solo punto contra los LIONS.

#### 2004
- Los BARBARI juegan una Perfect Season y se califican para las finales del CSC Bowl que pierden contra los CRUSADERS para pocos puntos.

- La Junior League confirma su primer puesto en la Conference Artic.

- Los jóvenes BARBARI dominan desde el inicio hasta el final la Regular Season, ganando 6 partidos de 6, y marcando 252 puntos contra los 40 que perdieron.

- 05/12/2004 - Los BARBARI ganan el Bowl de Conference.

- La Junior League se establece como subcampeón en Italia, perdiendo el título principal por dos puntos contra los Green Hogs.

#### 2005
- 16/05/2005 - Victoria histórica para los Barbari Roma Nord que obtienen gloriosamente el NineBowl III contra los Blues Storms Gorla después de otra Perfect Season. Además, los BARBARI se establecen como el primer equipo Romano que ganó un campeonato Nacional senior.

- 18/05/2005 - Los chicos de la Junior League, después de una Perfect Season, ganan el escudo Italiano, escribiendo una nueva página en la historia del fútbol de la capital. De hecho, son los primeros en diez años a trajer el Youngbowl en Roma.

#### 2006
- Los BARBARI empiezan a jugar a 11.

- El equipo del Presidente Napoli gana el girone Centro serie A2 y llega a los cuartos de finales.

- El Commissioner de A2 Roberto La Rocca asigna a los BARBARI el premio por mejor Coaching Staff al Head Coach Manuel Schollmeier.

- Los BARBARI pierden el primer partido de Playoff después de cuatro años y tres finalísimas conquistadas en Perfect Season, confirmando así de ser la mejor escuela de fútbol americano en la capital Italiana. En Junior League los blanquinegros escriben una nueva página de historia, ganando 13 derby consecutivos.

#### 2007
- Increíble inicio para la nueva Junior League de los BARBARI.

- El equipo termina otra temporada victoriosa aunque cedan a los Skorpions durante los Playoffs.

- La Junior League llega hasta los Playoffs que pierden por poco contra los Warriors Bologna.

#### 2008
- Los Barbari Roma Nord se unen a la Liga Nacional de American Footbal (LE.N.A.F.) que fue fundada para representar y tutelar las sociedades de fútbol a 11 y a 9 en el desarrollo del fútbol americano de enseñanza italiana.

- 23/01/2008 - Los BARBARI se unen a la Federación Italiana de American Fútbol (FIDAF).

- Los BARBARI participan en el campeonato de la serie A2. Después de siete victorias y una sola derrota, llegan a la finalísima y triunfan ganando el Italian Bowl contra los Titans Romagna por 44-16. Los Bárbaros conquistan así el tercer título nacional en sólo ocho años, convirtiéndose el equipo Romano que conquistó más trofeos.